# آتسورو واتابه
آتسورو واتابه (به ژاپنی: 渡部 篤郎 Watabe Atsurō)؛ ( زادهٔ ۵ مهٔ ۱۹۶۸) یک هنرپیشه اهل ژاپن است. وی از سال ۱۹۸۷ میلادی تاکنون مشغول فعالیت بوده‌است.
از فیلم‌ها یا برنامه‌های تلویزیونی که وی در آن نقش داشته است می‌توان به گل‌های جنگ، آشوراجو نو هیتومی اشاره کرد.